# Бродзяки
Бродзяки (пол. Brodziaki) — село в Польщі, у гміні Білгорай Білґорайського повіту Люблінського воєводства.
Населення — 92 особи (2011).

## Демографія
Демографічна структура станом на 31 березня 2011 року:
|          | Загалом | Допрацездатний вік | Працездатний вік | Постпрацездатний вік |
| -------- | ------- | ------------------ | ---------------- | -------------------- |
| Чоловіки | 52      | 10                 | 40               | 2                    |
| Жінки    | 40      | 7                  | 22               | 11                   |
| Разом    | 92      | 17                 | 62               | 13                   |